# Amerykańska Akademia Okulistyki
Amerykańska Akademia Okulistyki (ang. American Academy of Ophthalmology, AAO) – amerykańska organizacja medyczna zrzeszająca lekarzy okulistów. AAO to największe stowarzyszenie okulistyczne w USA, zrzesza ponad 90 proc. amerykańskich okulistów i dodatkowo ma ponad 7 tys. członków zagranicznych. Akademią zarządza Rada Powiernicza (ang. Board of Trustees) z przewodniczącym na czele (od 1978 przewodniczący wybierany jest na roczną kadencję). Oficjalnym organem AAO jest czasopismo „Ophthalmology”.

## Historia
Początkowo Amerykańska Akademia Okulistyki funkcjonowała jako część American Academy of Ophthalmology and Otolaryngology (AAOO). Z inicjatywą powołania amerykańskiego towarzystwa lekarzy zajmujących się oczami, uszami, nosem i gardłem wystąpił w 1896 roku dr Hal Foster z Kansas City (konferencja założycielska odbyła się w dniach 9-10 kwietnia 1896 roku właśnie w Kansas City). Pierwszym przewodniczącym nowego towarzystwa został Adolph Alt z St. Louis. Pierwotnie AAOO nosiła nazwę Western Ophthalmological, Otological, Laryngological and Rhinological Association (używano skrótu WOOL).
Jako odrębna organizacja AAO funkcjonuje od 1979 roku.